# Ashatana
Ashatana (IAST: āśātanā) est un terme du jaïnisme qui désigne une faute morale ou un sacrilège. 

## Analyse
À l'origine, ce terme désigne les fautes commises par un moine disciple envers un religieux plus âgé.
Selon les époques un certain nombre d'ashatanas sont listés, leur nombre allant de 33 à 84. Le fait de s'endormir pendant une célébration, une puja, est un exemple d'ashatana.
Le concept de péché est un des fondements religieux du jaïnisme, à côté de celui du pardon, et la demande de pardon fait partie des rituels quotidiens du courant shvetambara;elle se nomme pratikramana.